# Zwischenverkauf
Zwischenverkauf bedeutet, dass eine Ware verkauft wird, bevor ein bestimmtes Ereignis eintritt oder eine festgelegte Frist verstrichen ist (Zwischenzeit).
Das Wort wird zumeist in drei verschiedenen Zusammenhängen gebraucht:
- Zwischenverkauf vorbehalten ist eine Klausel und Handelsklausel im Verkaufsangebot eines Verkäufers.[1] Damit behält dieser sich das Recht vor, die Sache so lange an andere Interessenten zu verkaufen, wie der mögliche Käufer das Angebot nicht angenommen hat. Das Angebot des Verkäufers ist auflösend bedingt durch einen anderweitigen Verkauf.[2] Bis zum Abschluss des Kaufvertrags bleibt der Verkäufer also nicht an sein Angebot gebunden und darf inzwischen an einen anderen Käufer verkaufen. Der Verkäufer ist im Zweifel zur Leistung verpflichtet, wenn er bis zum Zugang der Annahmeerklärung den angebotenen Gegenstand nicht anderweitig verkauft hat.[3] Denkbar ist ferner, diese Freiklausel auf bestimmte Punkte des Geschäftes zu beschränken. Die Erhebung derartiger Klauseln zum Vertragsbestandteil muss aber mit der nötigen Deutlichkeit und Bestimmtheit erfolgen.
- Zwischenverkauf in Bezug auf eine Dauer einer Anlage oder eines Besitzes.[4] Wird zum Beispiel eine Immobilie während einer bestimmten Frist – wie etwa einer Frist für Steuerfreiheit von Wertzuwächsen – verkauft, so ist dies ein Zwischenverkauf. Je nach Gesetz kann dieser Zwischenverkauf den Lauf der definierten Frist unterbrechen oder nicht. Beim „Zwischenverkauf vor Endfälligkeit“ wurde für den privaten Anleger bei einem Abweichen des rechnerischen Kursverlaufs (Emissionsrendite) vom tatsächlichen Kursverlauf (Umlaufrendite) seit der gesetzlichen Neuregelung 1993 gesetzlich ein faktisches Wahlrecht zwischen der Besteuerung der (ursprünglichen) Emissionsrendite und der (aktuellen) Marktrendite eingeräumt.[5]
- Seltener wird das Wort auch zur Beschreibung der Geschäfte eines Zwischenhändlers gebraucht, der im Gegensatz zu einem Direktvertrieb die Ware von einem Lieferanten bezieht und an einen weiteren Zwischenhändler oder den Endkunden ohne besondere Weiterverarbeitung weiterverkauft.